# 前田勝之助 (芸人)
前田 勝之助（まえだ かつのすけ、1909年（明治42年）11月1日 - 1998年（平成10年）11月5日）は、浪曲ものまね師。
群馬県生まれ、栃木県出身。民謡芸人の父・都勇勝の兄弟分で八木節創設者の（初代）堀込源太について八木節を習う。1930年（昭和5年）、堀込小源太の芸名で浅草の万盛館で初舞台を踏み、翌1931年（昭和6年）、八木節がテーマの映画『目無し鳥』に芸人役で出演した後、全国巡業する。流しの時代を経て再び上京し、曲師の隆の家百々竜と結婚、漫才を組んで浪曲ものまねをする。持ちネタは玉川勝太郎の『天保水滸伝』、広沢虎造の『森の石松』などで、ラジオ東京の番組『浪曲天狗道場』の審判員役も務めた。
東京演芸協会の4代目会長を歴任。
1976年（昭和51年）度第31回文化庁芸術祭（大衆芸能部門）参加し、優秀賞を受賞した。

## 受賞など
- 文化庁芸術祭優秀賞 - 1976年（昭和51年）[4]
- 勲五等双光旭日章 - 1984年（昭和59年）[1]